# Тодорович, Коста (медик)

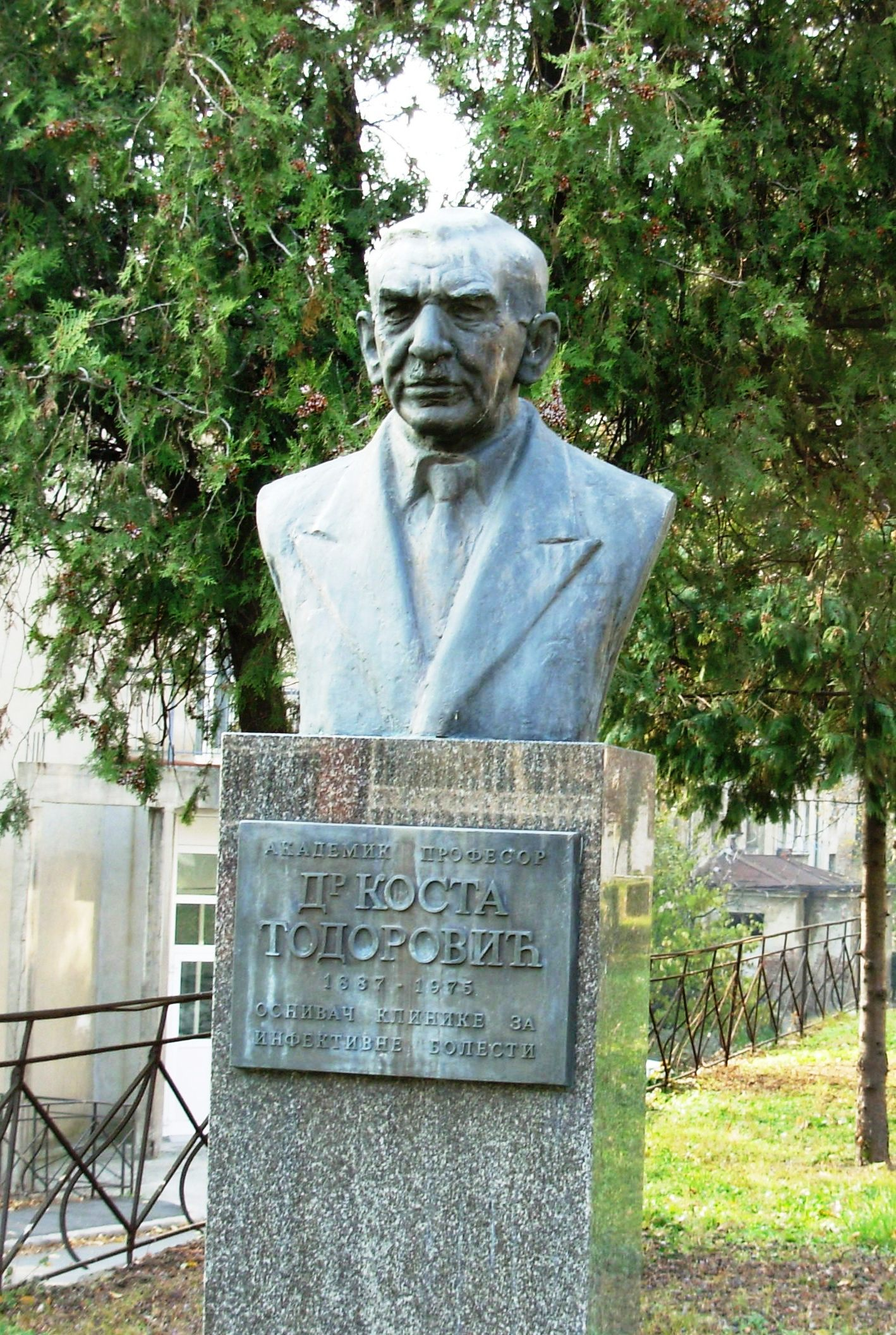
Памятник Косте Тодоровичу у клинического центра Белграда

Коста Тодорович (серб. Коста Тодоровић / Kosta Todorović; 22 июня (4 июля) 1887, Белград — 19 сентября 1975, там же) — югославский сербский врач-инфектолог, профессор медицинского факультета Белградского университета, член Сербской академии наук и искусств.

## Биография
Родился 5 июля 1887 года в Белграде. Родители: Павел Тодорович (ветеринар из Драгово) и Бригита Тодорович (уроженка Австро-Венгрии). Окончил начальную школу во Вране и гимназию в Заечаре с отличием. С 1906 по 1912 годы как воспитанник военного министерства изучал медицину в Грацском университете Карла и Франца, окончил его 23 марта 1912 (получил золотой диплом от университета спустя 50 лет, 25 мая 1962).
Участвовал в Первой мировой войне, позже стал преподавать в Белградском университете. Специализировался на инфекционных заболеваниях. За свою карьеру опубликовал более 150 научных работ, в том числе учебники «Острые и инфекционные болезни» и «Руководство по лечению туберкулёзного менингита». В 1947 году избран в Сербскую академию наук и искусств. Член Парижской медицинской академии и Словенской академии наук и искусств.
В 1972 году Тодорович перенёс натуральную оспу, став первым и единственным человеком, заболевшим оспой в Югославии. Умер 19 сентября 1975 года в Белграде.

## Награды

### Ордена
- Орденом Святого Саввы (V степень — 1915, IV — 22 октября 1922, III — 29 мая 1932)[3][4]
- Орденом Белого орла (V степень — 1915, IV — 1922 годы)
- Орден Югославской короны III степени (27 мая 1939)[5]
- Орден заслуг перед народом V степени (4 октября 1947)[6]
- Большая звезда ордена Военных заслуг (22 марта 1968)[7]
- Румынский орден «Meritul Sanitar» I класса (18 сентября 1933)[8]
- Орден Возрождения Польши V класса (1946)

### Медали
- Серебряная медаль «За ревностную службу» (1913)
- Французская бронзовая медаль (1917)
- Золотая медаль «За ревностную службу» (1920)

### Кресты
- Болгарский орден Заслуг (1912)
- Крест милосердия (1913)
- Французский Крест заслуг перед ветеранами (1958)
- Греческий крест канцелярии королевского ордена Феникса (1958)

### Прочие награды
- Награда Союзного исполнительного вече за дело жизни (1959)
- Золотой диплом Грацского университета (1962)
- Золотой значок союза обществ Красного креста (1964)
- Памятная табличка скупщины города Белграда (1964)
- Награда Антифашистского вече Народного освобождения Югославии (29 сентября 1966)
- Табличка сербского медицинского общества в честь 80-летия Косты Тодоровича (1967)